# Consejo Indígena Popular de Oaxaca "Ricardo Flores Magón"
El Consejo Indígena Popular de Oaxaca “Ricardo Flores Magón”, también conocido por sus siglas CIPO-RFM, es una organización formada por gente y comunidades indígenas rurales en el estado de Oaxaca, México. La organización indica que sus metas son (entre otras) “promover, difundir y defender nuestros derechos humanos, territoriales, económicos, sociales, políticos y culturales, como comunidades y como individuos”, que deben ser logrados con la acción no violenta organizada desde la comunidad. Las decisiones dentro de la organización se toman a través de las asambleas en las cuales los participantes trabajan para alcanzar un consenso. Su nombre está inspirado en el anarquista mexicano de principios de siglo XX, Ricardo Flores Magón sobre cuya herencia y principios la organización se basa.
El CIPO-RFM se constituyó como fuerza social y política en 1997 con la unión de las organizaciones: Comité de Defensa de los Derechos del Pueblo (CODEP), Organizaciones Indias por los Derechos Humanos en Oaxaca (OIDHO), Unión de Comunidades Indígenas de la Zona Norte del Istmo (UCIZONI) y Comité de Defensa Ciudadana (CODECI). En 1998 más de 150 integrantes del CIPO-RFM fueron apresadas por el gobierno de Diódoro Carrasco Altamirano, en los siguientes dos años varias organizaciones optaron por separarse el CIPO-RFM y otras sufrieron escisiones. 
En 2001 las organizaciones que conformaban el CIPO-RFM eran: OIDHO, Coalición de Organizaciones Sociales Independientes de la Cuenca (COSIC), Frente Único en Defensa Indígena (FUDI), Comité por la Defensa de los Derechos Indígenas Xanica (CODEDI) y Movimiento Social Magonista (MSM), liderada por Raúl Gatica. Desde noviembre de 2001 el MSM se autodenominó CIPO-RFM, motivo por el cual el resto de las organizaciones se deslindaron de la organización y formaron la Alianza Magonista Zapatista.

## Contexto político de Oaxaca y el CIPO-RFM
Oaxaca tiene una población de 3.5 millones de habitantes, de los cuales el 56.3% es indígena perteneciente a 16 Primeras Naciones y otras comunidades de migrantes, los cuales padecen un alto grado de marginación dado que el 75% padecen desnutrición, más del 50% carecen de agua potable, 80% de sus viviendas son deficientes, y tienen el mayor porcentaje de analfabetismo y falta de educación, el mayor número de migrantes que salen de la región y actualmente una cuarta parte de los prisioneros indígenas en las cárceles de México son originarios de Oaxaca.
Además, el estado cuenta con una larga historia de radicalismo ensalzado por el levantamiento del EZLN en 1994. Los académicos se enfocaron en el potencial democrático radical del movimiento social del estado, las organizaciones, también promovió la consideración del "boom indígena" y del reconocimiento a los derechos indígenas en América.
De acuerdo con datos del propio CIPO-RFM la población indígena es la más vulnerable a los efectos contraproducentes de los acuerdos comerciales internacionales como el NAFTA, y el Plan Puebla Panamá, entre los efectos más visibles de estas políticas comerciales en las comunidades indígenas son:
- La erosión del tejido social de la comunidad: fiestas, uso sostenible y disfrute de la naturaleza, convivencia comunal. Los resultados de esta erosión incluyen la prostitución, la drogadicción, el alcoholismo y la violencia; La creación de grupos de represalia y paramilitares que reprimen a las comunidades indígenas.
- Pérdida de identidad cultural: idiomas, vestimenta, alimentos, medicina, instituciones y prácticas comunitarias como el denominado Tequio (trabajo colectivo y voluntario en beneficio de la comunidad), Gueza (ayuda mutua entre los miembros de la comunidad). Las instituciones gubernamentales que destruyen los servicios comunitarios están reemplazando estas formas indígenas de autogobierno.
- La introducción de cultivos de eucalipto, maíz genéticamente modificado, granjas camaroneras, etc. dañan la tierra y el agua; aumentan y propagan enfermedades, y crean dependencia de fuentes externas de alimentos como resultado de que los nativos se vean obligados a abandonar la tierra y, con ello, la agricultura local y sostenible.
- La privatización de tierras y sitios sagrados a través de programas, proyectos y leyes dirigidas a convertir las tierras comunales indígenas en centros turísticos, supermercados, represas, autopistas de peaje, etcétera, desplazando a los indígenas y robando las tierras ancestrales.
- Biopiratería: roba a los indígenas de sus conocimientos tradicionales, cultura y formas de vida mercantilizando los frutos de la biodiversidad en lugar de reconocer que la biodiversidad es la base de la humanidad.
- Aumento de la pérdida de servicios comunitarios: salud, educación, vivienda, alimentos, etcétera, para invertir en cambio en corporaciones transnacionales.

Por lo anterior, las reformas multiculturales neoliberales impulsadas en México durante la década de los años 90 crearon una nueva fórmula del gobierno para distinguir un "indio permitido" de otro no autorizado, lo cual ayudó a dejar de lado a los grupos indígenas más poderosos del estado como el propio Consejo Popular Indígena de Oaxaca - Ricardo Flores Magón. Al examinar la política cultural de la conquista y división mexicana como estrategias de contención en un momento de insurgencia, algunas teorías destacan cómo un modo de transición neoliberal de tradición y transición surgió en Oaxaca en los años 90 que sirvió para dividir y aislar a los indígenas "participantes" de la protestante y también sirvió para desempeñar un papel clave en la prevención de una mayor consolidación de los movimientos sociales en el sur de México.

## Hostigamiento
Desde su inicio, el CIPO-RFM ha reportado sufrir varios niveles del hostigamiento y la persecución de funcionarios dentro del gobierno de Oaxaca y por los paramilitares que sospechan asociados al gobierno del estado de Oaxaca, los miembros del CIPO-RFM tienen por su propia cuenta de difamación pública, allanamientos de hogares y amenazas de la muerte. Varios miembros de perfil notorio del CIPO-RFM ahora están viviendo en el exterior como refugiados políticos después que tuvieron que huir de México debido a la persecución, incluyendo denuncian amenazas de muerte e intentos de asesinato contra miembros de CIPO-RFM. Entre esos, ahora en exilio, se incluye Raúl Gatica, uno de los miembros fundadores originales de CIPO-RFM. Gatica huyó de México después de su persecución que incluía amenazas sobre su vida, ha estado viviendo en Canadá desde 2005.

## Situación actual
Para septiembre de 2006, la membresía del CIPO-RFM implica la representación de 26 diferentes comunidades, principalmente indígenas, incluyendo los pueblos chatino, mixteco, chinanteca, cuicateco, zapoteco, mixe, y triqui, y el número de quienes están en calidad de miembros suman a unos 2000 activistas. Además de la movilización y organizan huertos comunales, radios comunitarias, y otras actividades. Aunque la mayor parte de integrantes del CIPO-RFM es de origen indígena la organización está abierta a la gente no-indígena, de México y del extranjero, y da su apoyo en forma amplia a los movimientos sociales progresistas y a las luchas populares de alrededor del mundo.